# Ультрамариновый крючкоклюв
Ультрамариновый крючкоклюв (лат. Diglossa glauca) — вид птиц из семейства танагровых. Птицы обитают в субтропических и тропических горных влажных лесах, на высоте от 1000 до 2200, реже до 2800 метров над уровнем моря. Длина тела 11,4—13 см, масса около 11 грамм.
Выделяют два подвида:
- Diglossa glauca tyrianthina — на восточных склонах восточных Анд южной Колумбии (в западном Какета, западном Путумайо и восточном Нариньо) и на юге в соседних восточных склонах в Эквадоре до почти границы с Перу и на крайнем севере Перу в Кордильера-де-Кондор[англ.];
- Diglossa glauca glauca — на восточных склонах гор северного Перу (южнее от реки Мараньон) южнее до Боливии (до Кочабамба).